# Saint-Sigismond-de-Clermont
Saint-Sigismond-de-Clermont é uma comuna francesa na região administrativa da Nova Aquitânia, no departamento de Charente-Maritime. Estende-se por uma área de 5,28 km². Em 2010 a comuna tinha 161 habitantes (densidade: 30,5 hab./km²).